# Росс, Грэм
Грэм Гарланд Росс (англ. Graham Garland Ross; 1944 — 31 октября 2021) — британский физик-теоретик, профессор Оксфордского университета, член Лондонского королевского общества

## Биография
Учился в Абердинском университете. Получил докторскую степень в Даремском университете в 1969 году за исследование сильных взаимодействий.

## Карьера

Статья показала возможность испускания глюона при аннигиляции с образованием кварка и антикварка

Образование трёх частиц (кварк/антикварк+глюон), приводит к формированию трёх струй, картина которых, приведённая в статье, «напоминает логотип Мерседеса»

Росс был известен тем, что строил модели фундаментальных взаимодействий и проверял их экспериментально. Совместно c другими исследователями Европейской организации ядерных исследований (ЦЕРН) в Женеве он предсказал возможность экспериментального обнаружения глюона при электрон-позитронной аннигиляции. К тому времени было известно, что при встречном столкновении электронного и позитронного пучков высокой энергии может образоваться пара экспериментально наблюдаемых коллимированных струй частиц, распространяющихся в противоположных направлениях. Грэм Росс с соавторами показали, что в этом процессе возможно образование пары кварк/антикварк, а также испускание глюона (Фейнмановская диаграмма приведена на рисунке), приводящее к генерации трёх струй вместо двух и к картине распада, напоминающей логотип фирмы Мерседес. Последующая экспериментальная проверка этого предсказания на установке DESY позволила доказать существование глюона.
Росс внёс фундаментальный вклад в пертурбативную трактовку квантовой хромодинамики, применив ее к высокоэнергетическим процессам и развивая связи с низкоэнергетической кварковой моделью. Он разработал предсказания единых моделей фундаментальных сил для поляризованного рассеяния лептонов, для sin2θW, для распада протона и для инфляционной космологии. Он обнаружил, что в суперсимметричных моделях электрослабая симметрия может быть разрушена квантовыми эффектами, и был одним из первых исследователей, разработавших модели, основанные на этой идее.

## Награды и премии
Росс был избран членом Лондонского королевского общества (англ. FRS) в 1991 году. В 2012 году Институт физики вручил ему медаль Дирака «…за его теоретическую работу по разработке как Стандартной модели фундаментальных частиц и взаимодействий, так и теорий, выходящих за рамки Стандартной модели, которые привели ко многим новым взглядам на происхождение и природу Вселенной».